# Jean-Gérard Bonnaire
Pour les articles homonymes, voir Bonnaire.
Ne doit pas être confondu avec Louis Bonnaire.
Jean-Gérard Bonnaire, né le 11 décembre 1769 à Prouvais (Aisne) et mort le 16 novembre 1816 à Paris, est un général de brigade du Premier Empire.

## Biographie
Entré comme simple soldat dans la carrière militaire, Jean-Gérard Bonnaire a acquis tous ses grades par des actions d'éclat et est parvenu à celui de général de brigade. Il a été fait chevalier de l'Empire le 2 mars 1811.
Pendant les Cent-jours, Napoléon lui confie en 1815 le commandement de la place de Condé (Nord). Après la bataille de Waterloo il refuse d'ouvrir les portes aux ennemis, et ceux-ci sont déjà maîtres de Paris qu'il résiste encore aux Hollandais qui investissent Condé. C'est alors que le colonel Gordon, Hollandais de naissance, naturalisé Français, pénètre dans la place avec des proclamations et des lettres signées par Bourmont et Anne-Louis-Antoine Clouet. 

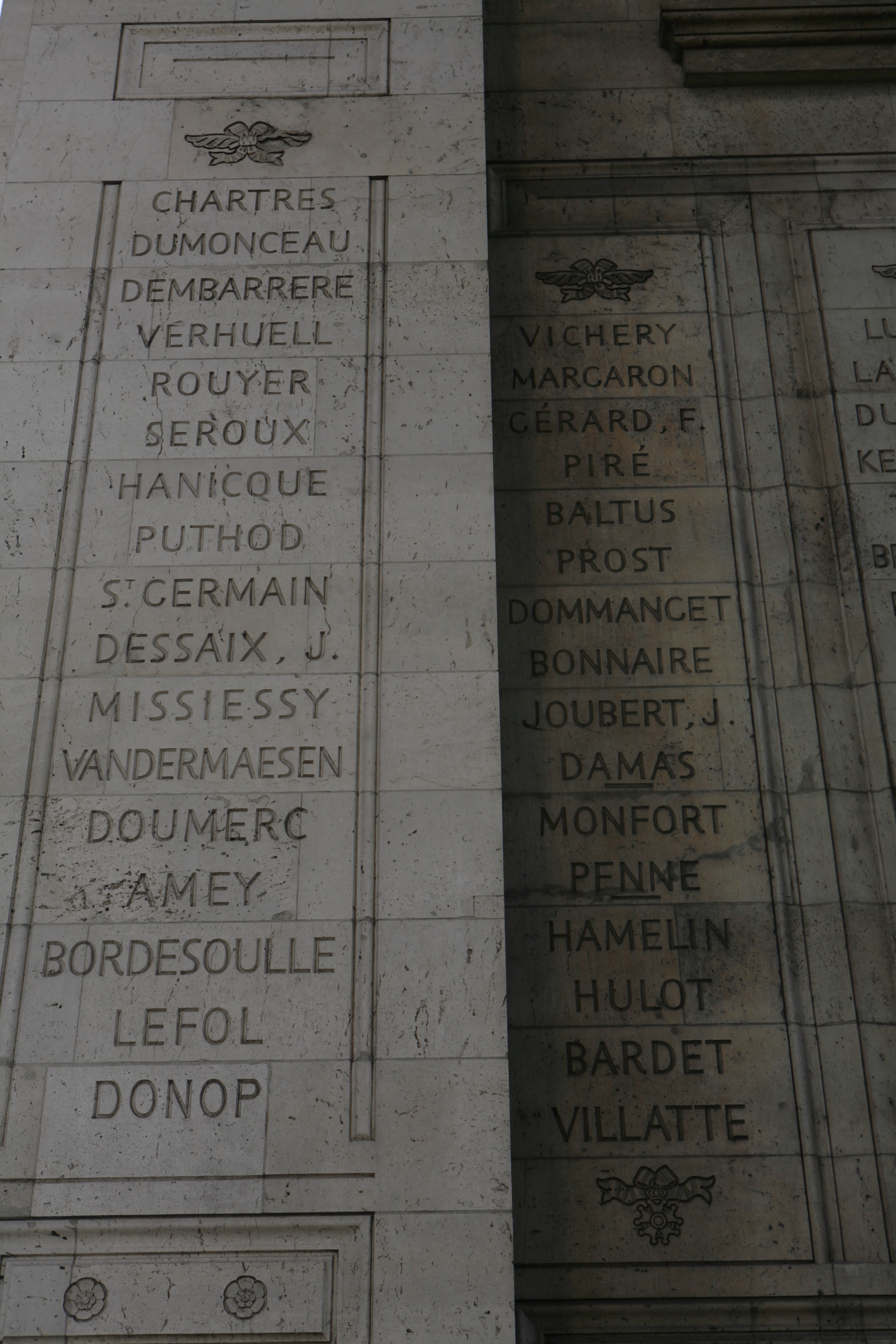
Noms gravés sous l'arc de triomphe de l'Étoile : pilier Ouest, 1ère et 2e colonnes.

Les habitants exaspérés et excités encore, dit-on, par le lieutenant Antoine Miéton, aide-de-camp du général, font feu sur Gordon et le tuent. On saisit cette occasion de punir le général de sa résistance ; lui et son aide-de-camp sont traduits à Paris devant un conseil de guerre. Le lieutenant est condamné à mort et fusillé le 30 juin 1816 ; quant au général, quoiqu'on ne puisse le convaincre d'avoir participé à la mort de Gordon, il est condamné à la déportation, et dégradé de la Légion d'honneur sur la place Vendôme devant la colonne dont les bas-reliefs représentent quelques-uns de ses glorieux faits d'armes. 
Il meurt deux mois après dans la prison de l'Abbaye.
Son nom est gravé sur l'arc de triomphe de l'Étoile, sur la 2e colonne.

## Source partielle
- « Jean-Gérard Bonnaire », dans Charles Mullié, Biographie des célébrités militaires des armées de terre et de mer de 1789 à 1850, 1852 [détail de l’édition]
- Vicomte Révérend, Armorial du premier empire, tome 1, Honoré Champion, libraire, Paris, 1897, p. 109.